# Robert Davenport
Robert Davenport (fl.  1624-1640) était un dramaturge anglais du début du XVIIe siècle.

## Biographie
On ne connaît rien de son enfance et de son éducation ; les pages de titre de ses deux pièces précisent qu'il est un gentilhomme, mais on ne trouve nulle trace de lui dans les annales des deux universités et dans celles des Inns of Court.
Des historiens du théâtre estiment qu'il serait né vers 1590. Il entre dans les annales du théâtre en 1624, lorsque deux de ses pièces reçoivent l'agrément du Master of the Revels. L'année de sa mort n'est pas non plus connue précisément, et son évaluation est basée sur les dates de publication de ses pièces, et sur les adresses aux lecteurs et les dédicaces à certains acteurs qui figurent en pages de titre. L'édition de 1640 de A New Trick to Cheat the Devil porte l'adresse suivante :
| « To the Courteous Reader and gentle peruser, […] But the poem it selfe, being now an Orphant, and wanting the Father which first begot it, craves a Patronage from thy gentle acceptance. » | « Au lecteur courtois et au gentil examinateur, [...] Mais le poème lui-même, étant maintenant orphelin, en manque du père qui l'a mis au monde, a terriblement besoin du soutien que lui donnera ton accueil favorable. » |

La mention d'une œuvre orpheline laisse à penser que Davenport était déjà mort en 1640, et l'Encyclopedia Britannica propose 1639 comme date de décès. Mais l'édition de 1655 de King John and Matilda comporte également une adresse To the knowing Reader (« Au lecteur instruit ») signée R. D. Cette adresse, omise dans l'édition de 1662, pourrait faire supposer que Davenport était encore vivant en 1655, et que l'adresse de 1640 a été placée par l'imprimeur lui-même, Davenport n'étant pas mort mais en voyage,. Pour appuyer cette thèse, on sait que son poème Too Late to Call Backe Yesterday a été écrit en mer,. Toutefois Bullen soutient que la date de publication, 1655, est bien postérieure à la date de composition, puisque cette pièce a été agréée en 1624.

## Ses œuvres
Ses œuvres théâtrales encore existantes ne sont plus qu'au nombre de trois : King John and Matilda, The City Nightcap et A New Trick to Cheat the Devil.
King John and Matilda
King John and Matilda, imprimée en 1655, ressemble si fortement à The Death of Robert Earl of Huntingdon, la seconde des deux pièces d'Anthony Munday et d'Henry Chettle sur Robin des Bois, qu'elle peut en être considérée comme une réécriture. Pourtant Charles Lamb admire la version de Davenport, et en cite la scène finale dans son Specimens of English Dramatic Poets, la trouvant « pleine de passion et de poésie ».
Mathilda, la chaste fille du vieux baron Fitzwater résiste aux avances du roi John. Excédé, celui-ci finit par la faire empoisonner dans le couvent où elle s'est retirée. Dans la scène finale, le cercueil de Mathilda est amené devant le roi et les barons. Les derniers vers de la pièce sont un message d'adieu prononcé par le roi, assassin mais toujours amoureux, devant le cercueil de Mathilda :
| Rest, thou chaste soule, fixt in thy proper spheare, Amongst Heavens faire ones ; all are faire ones there. Rest there, chaste soule, whilst we here troubl'd say ; Time gives us griefs, Death takes our joyes away. [Exeunt omnes]. | Repose-toi, âme chaste, figée dans ta propre sphère, Parmi les justes du paradis ; là, tous sont des justes. Repose là, âme chaste, tandis qu'ici nous nous agitons, Le Temps apporte nos chagrins, la Mort emporte nos joies. [Tous sortent]. |

The City Nightcap or Crede Quod Habes et Habes  (« Le Bonnet de nuit de la cité, ou Crois que tu as et tu as »)
The City Nightcap reçoit son agrément le 24 octobre 1624,, mais cette pièce n'est pas imprimée avant 1661.
Pour écrire cette pièce, Davenport s'est inspiré de deux ouvrages en prose, Philomela, the Lady Fitzwater's Nightingale de Robert Greene, et la septième histoire du septième jour du Decameron de Boccace, tous deux pourtant en opposition frappante. En effet, la nouvelle de Greene met en scène un mari jaloux et une femme fidèle, tandis que celle de Boccace traite d'un mari confiant et d'une femme volage. Ces deux histoires sont racontées sans grand lien entre elles, mais Davenport tire parti du contraste pour créer une dialectique sur la fidélité et la confiance maritales,. Il a changé les noms propres donnés par Greene, par exemple Philomela devenant Abstemia, et a déplacé les scènes de Venise à Vérone, ou de Sicile à Milan. Concernant l'histoire elle-même, Davenport a supprimé les épisodes de la grossesse et de l'amour du capitaine, et à Milan, Abstemia habite chez une prostituée et non pas chez le capitaine. Enfin l'histoire se termine de façon heureuse, alors que chez Greene, elle se finit par la mort de Lorenzo. Malgré tout, les emprunts à Greene sont très nombreux. Swinburne relève simplement dans la toute première scène six plagiats de Greene et Bullen remarque que tous les passages maniérés viennent presque mot pour mot de Greene.
L'Amorous Prince d'Aphra Behn  (1671) est une adaptation de cette pièce.
A New Trick to Cheat the Devil (« Un nouveau moyen pour duper le diable »)
A New Trick to Cheat the Devil, imprimée en 1639, est une farce, qui fait penser à une version comique du Faust de Marlowe. Telle que cette histoire est racontée par Davenport, avec les moines Bernard et John, pratiquant de manière fantaisiste l'exorcisme, elle ressemble beaucoup à Scottish Freres of Berwick, qui a été imprimé en 1603,.
Slightall, un jeune gentleman, est abandonné par sa maîtresse Anne Changeable, qui s'est enfuie avec le jeune Lord Skales. Déçu par ce « sexe féminin inconstant », Slightall renonce à toute affection et à tout amour loyal, gaspille son argent et devient fou. Comme il le dit lui-même, cette transformation l'exclut de l'ordre social et le ramène au rang de l'animal. Il associe sa défaite masculine à l'action du démon, et développe une véritable obsession pour le diable, l'infidèle Anne étant devenue elle-même un être démoniaque. Afin de retrouver son assise financière, Slightall fait un pacte, à la manière du docteur Faust de Marlowe, avec le diable, qui lui promet l'argent désiré en échange de son âme. Les deux derniers actes de la pièce sont dominés par les tentatives de tous les autres personnages pour restaurer la santé mentale de Slightall, et pour le sortir des griffes du diable, chacun selon ses capacités. Apprenant que l'esprit hantant le domicile des Changeable est féminin, frère John, exorciste auto-proclamé, avoue son impuissance :
| Had it bin great Beliot, Asteroth, or Belzebub, I durst affront them, and confront them too : Oh but the Divell's Dam ! Why against her There is no Prayer, no Spell, no Exorcisme ; No Circle that can hold her. | S'il s'était agi de Beliot, d'Astaroth ou de Belzébuth, Je n'aurais pas hésité à l'affronter et même à le dominer ; Mais si le démon est femme ! Que faire contre elle ! Il n'existe aucune prière, aucun sortilège, aucun exorcisme, Aucun cercle dans lequel je puisse l'enfermer. |

Finalement, lorsque le diable vient réclamer l'âme de Slightall, il se trouve débouté grâce à une subtilité juridique, et il doit avouer sa défaite. Cette pièce poursuit la tradition des récits dans lesquels le diable se fait berner de façon humiliante. Dans cette veine, on peut citer The Devil is an Ass de Ben Jonson (1616), et The Merry Devil of Edmonton (entre 1599 et 1604). La pièce de Davenport s'achève par la révélation que le diable qui a conclu un pacte avec Slightall est en réalité monsieur Changeable lui-même, grimé pour l'occasion. Les spectateurs apprennent ainsi qu'il n'y avait pas de véritables démons dans cette histoire, seulement des hommes déguisés, et « leur terreur se dissipe en rires, lorsque la réprimande divine s'avère n'être qu'une réprobation humaine ». Le rétablissement de la santé de Slightall et l'affection retrouvée d'Anne signalent la neutralisation des forces maléfiques.
Pièces perdues
Trois autres pièces de Davenport ont été inscrites dans le Registre des libraires, mais elles ne nous sont pas parvenues. Il s'agit de The Peddler, The Fatal Brothers et The Politic Queen, entrées dans le registre des libraires le 8 avril 1630 pour la première, et le 29 juin 1660 pour les deux dernières. Samuel Sheppard, dans une épigramme de 1651, mentionne un quatrième ouvrage perdu, The Pirate, qui, selon lui, montrait combien Davenport rivalisait avec Shakespeare, « mais avec bien moins de gloire ». Davenport aurait également collaboré avec Thomas Drue pour la pièce The Woman's Mistaken, entrée dans le registre des libraires le 9 septembre 1653, qui est aussi perdue.
Le 10 avril 1624, une pièce historique intitulée Henry I reçut sa licence d'exploitation pour la troupe du roi en tant qu’œuvre de Davenport; mais elle a été également perdue. Le 9 septembre 1653, lorsque le libraire Humphrey Moseley enregistra The History of Cardenio comme une œuvre de Shakespeare et de John Fletcher, il enregistra en même temps un Henry I et un Henry II comme des œuvres de « Shakespeare & Dauenport ». John Warburton, l'antiquaire, enregistra l’œuvre de Shakespeare/Davenport, Henry I, dans sa collection de manuscrits ; mais elle fit partie des pièces détruites par son cuisinier. Bien que le Henry I, licencié en 1624, fût certainement une pièce destinée à la troupe du roi, elle n'est apparue qu'à cette date, soit huit ans après la mort de Shakespeare, et les historiens du théâtre sont unanimement sceptiques sur la collaboration de Davenport et de Shakespeare sur cette œuvre.
Poèmes
Trois importants poèmes de Davenport ont survécu. Ce sont : A Crown for a Conqueror, un poème religieux, Too Late to Call Backe Yesterday, un dialogue moral, écrits en mer selon la dédicace, tous deux publiés en 1639, et A Survey of the Sciences, qui est resté à l'état de manuscrit dans la bibliothèque de l'université de Cambridge jusque dans les années 1880, où il a été publié.
Republications
Les pièces de théâtre et les poèmes existants encore de Davenport ont été republiées par A. H. Bullen dans le volume III d'Old English Plays (nouvelles séries, 1890).